# Гульмарг
Гульмарг — город и горнолыжный курорт в Гималаях, с перепадом высот от 4000 до 2000 метров.

## География
Гульмарг (Гулмарг) расположен на склоне хребта Пир-Панджал в западных Гималаях, в 52 км от города Сринагар в союзной территории Джамму и Кашмир, Индия.
Расположен 34°03′ с. ш. 74°23′ в. д., на высоте 2690 метров.

## История
В старину это место носило имя Гауримарг (Gaurimarg) в честь жены бога Шивы.
Своё название Гульмарг получил в 16 веке от султана Юсуфа Шаха (Yousuf Shah Chak, Jahangir), который был очарован красотой цветущей долины и назвал это место Долиной цветов.

## Туризм
Гульмарг привлекателен для посещения зимой, как горнолыжный курорт с большими возможностями внетрассового катания, и летом, как горный курорт для отдыха, имеет возможности для обучения и игры в гольф, а также для занятия горным велосипедным спортом.
Добраться до Гульмарг можно из Шринагара, на такси или автобусе, дорога займет от 2 до 4 часов.
В Гульмарге функционирует около 40 отелей с различными условиями и бюджетом проживания. Отели расположены как в непосредственной близости от подъёмника, так и в самом поселке Гульмарг (около 20 минут пешком от подъёмников). Высокий сезон летом и зимой. Горнолыжный сезон в Гульмарге — с середины декабря по конец марта.
Канатные дороги — Гондола и четырёхместный кресельный подъёмник, производства французской компанией Poma.
Гондола, с пропускной способность до 600 человек в час, представляет собой 6-местную кабину, имеет две секции (фазы). Первая секция, открытая весной 1998 г., с высоты 2700 м (станция Гульмарг) проходит на высоту 3100 м (станция Конгдори) и покрыта лесом из гималайской ели. Вторая секция, открытая в 2005 году, уходит с высоты 3100 м на высоту 4114 м (станция Апхарват). Общая длина канатной дороги составляет около 5 километров.
Четырёх кресельный подъёмник, построенный в 2011 году, берёт начало от средней станции гондолы (поляны Kongdoori) и протягивается вдоль линии второй очереди гондолы к хребту Мэри (Mary’s Shoulder) на высоту 3550 метров.
Так же в Гульмарге имеется несколько бугельных подъёмников на учебных склонах.
Учебные склоны и трасса на первой очереди подготавливаются ратраком. Остальные площади склонов — для внетрассового катания.
Область катания горнолыжного курорта Гульмарг начинается с верхней линии хребта Пир-Панджал, с высоты около 4000 м, и заканчивается практически в поселке Тангмарг (Tanmarg), расположенном на высоте 2150 м у его подножия. Таким образом, вертикальный перепад высоты зоны катания составляет чуть меньше 2000 метров.
В зимний период безопасность на склонах обеспечивают служба лыжного патруля при помощи иностранных экспертов по лавинной безопасности. В Гульмарге имеется медицинский пункт с базовым оборудованием, лекарствами и рентгеном, дежурный доктор принимает круглосуточно.

Панорама Гульмарга